# 2208 Pushkin
2208 Pushkin (1977 QL3) là một tiểu hành tinh nằm phía ngoài của vành đai chính được phát hiện ngày 22 tháng 8 năm 1977 bởi N. S. Chernykh ở Đài vật lý thiên văn Crimean.
Nó được đặt theo tên the leading writer of Russia, Pushkin.